# Музей Бихара
Музей Бихара (хинди बिहार संग्रहालय; англ. Bihar Museum) — музей искусства и археологии, расположенный в древнем городе Патна. Один из крупнейших музеев Индии. Частично был открыт для посетителей в августе 2015 года. Полностью стал доступен для публики в октябре 2017 года, когда открылись все галереи музея.
Музей Бихара проектировался как исторический музей штата Бихар (с ориентировочным бюджетом в 62 миллиона долларов США). Непосредственное строительство музейного комплекса началось на Бейли-роуд в октябре 2013 года.

## История
В июле 2011 года правительство Бихара подписало меморандум о взаимопонимании с канадской консалтинговой фирмой Lord Culture Resources о назначении их консультантами по созданию проекта музея. В январе 2012 года, по результатам международного архитектурного конкурса, японская компания Maki & Associates и её индийский партнёр OPOLIS (Мумбаи), были выбраны главными архитектороми проекта.
Музей Бихара занимает площадь 5,6 га, имея 24 000 квадратных метров внутренних площадей.

## Экспонаты
Компания Lord Culture Resources спроектировала экспозиции в девяти постоянных галереях музея. Артефакты из древней Индии до 1764 года представлены в постоянной галерее музея Бихара, а артефакты после 1764 года выставлены в старом музее Патны. Экспонаты различной тематики выставлены в отдельных галереях музея. Более 100 артефактов перешло в фонды музея из музея Патны. В число наиболее значительных экспонатов музея Бихара входит 2300-летния каменная скульптура Якшини из Дидарганджа.

## Галерея

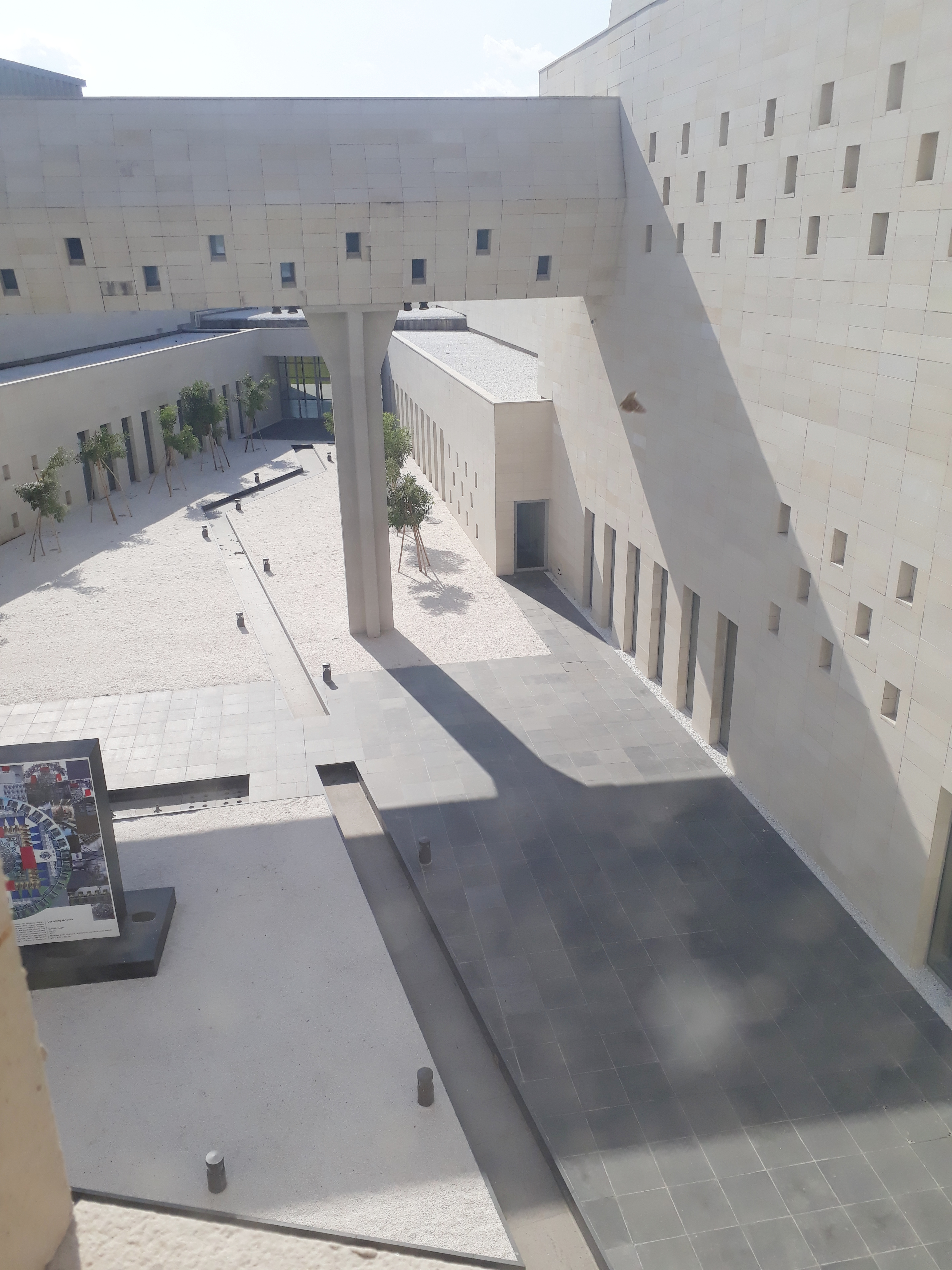
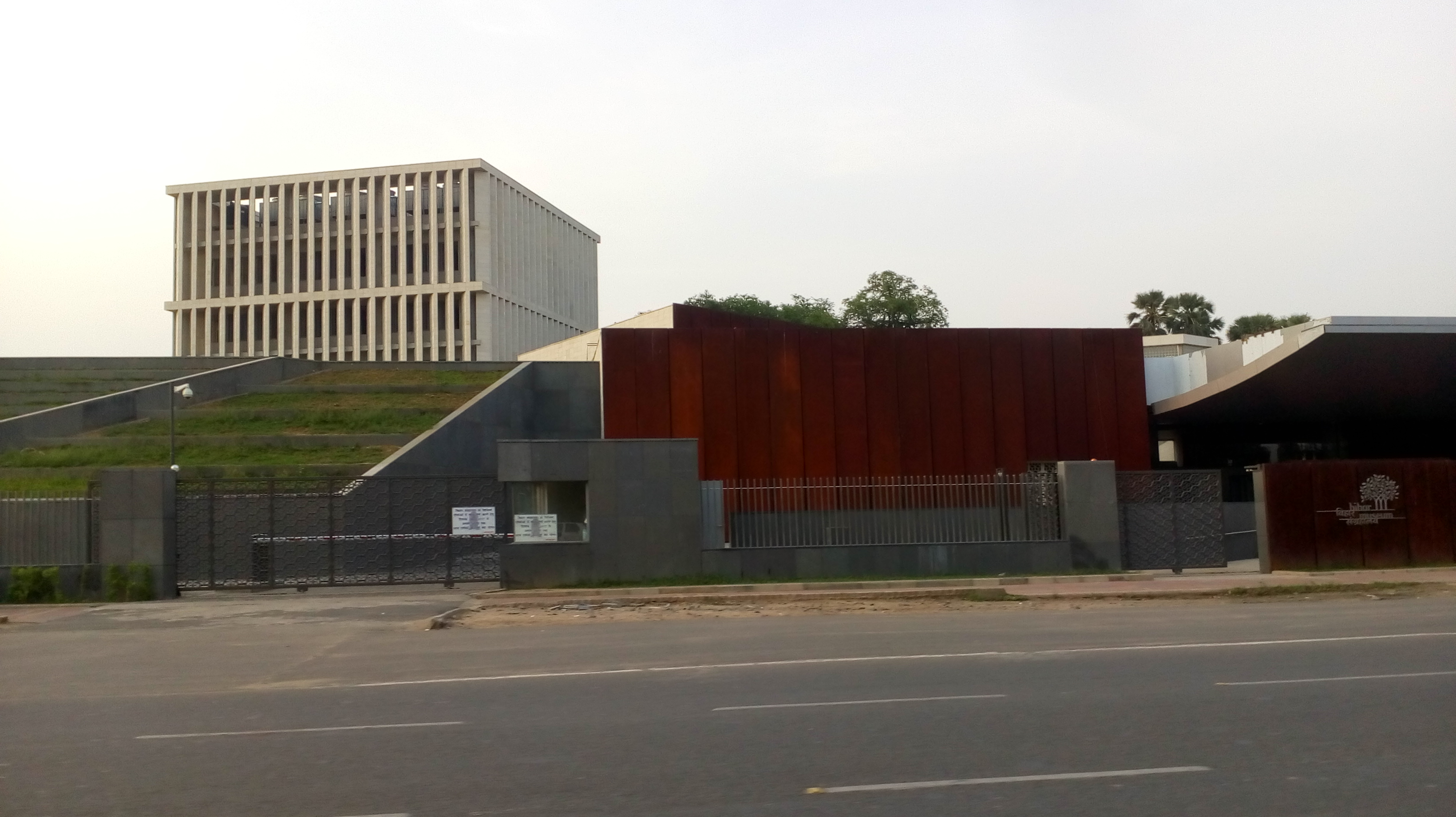
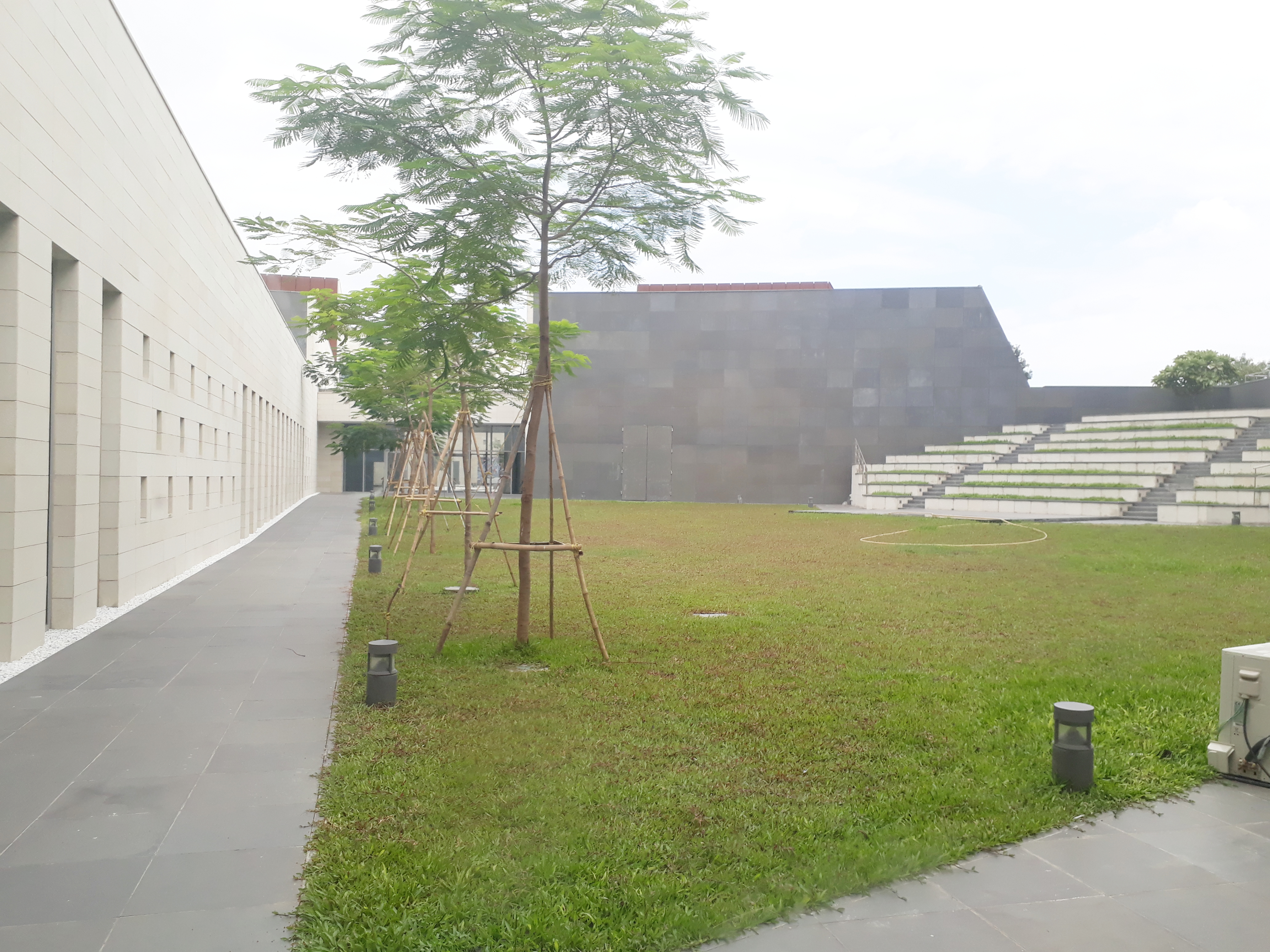
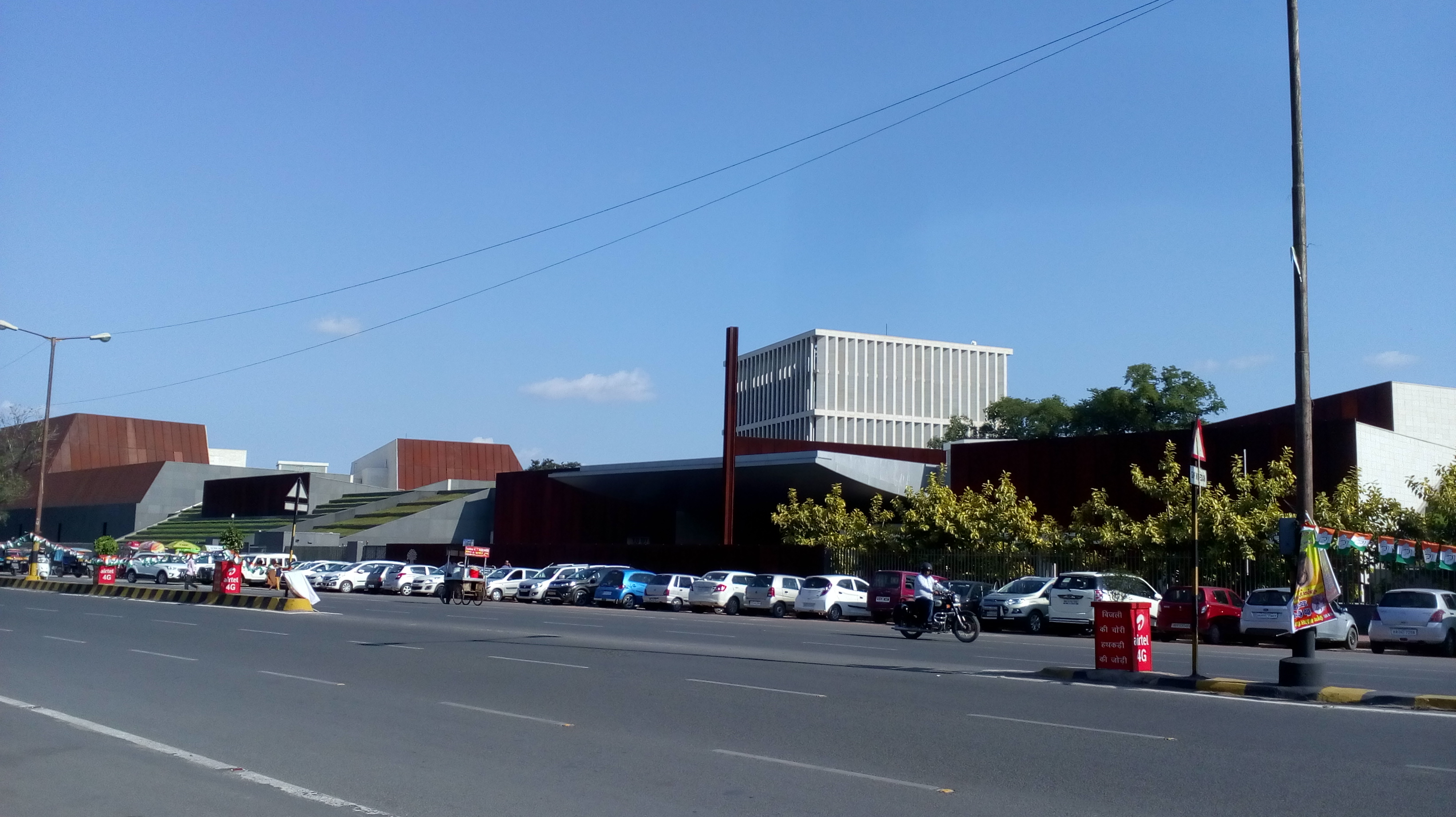